# Domenico Filippone
Domenico Filippone (Napoli, 17 ottobre 1903 – Caracas, 4 maggio 1970) è stato un architetto e urbanista italiano.

## Biografia
Dopo avere frequentato l'Accademia di belle arti di Napoli, si laureò alla Scuola di architettura del capoluogo campano nel 1926 e si trasferì a Roma dove aprì il proprio studio di progettazione. Si distinse come architetto nel campo dell'edilizia residenziale nella capitale, e nel 1933 vinse il primo premio della giuria nella sezione "Galleria dell'Italia" della V Triennale di Milano, con il progetto per "ville al mare-case d'affitto stagionale".
Come urbanista si ricordano i piani regolatori di Sassari (1934), Pordenone (1935), Bologna (1938), Palermo (1940), Ravenna (1943). Nel 1938 venne realizzato il suo edificio più significativo, la sede della Gioventù Italiana del Littorio (GIL) a Campobasso, che ricevette buoni apprezzamenti. Tra il 1945 e il 1946 prese parte alla progettazione dei piani di ricostruzione delle aree adiacenti al porto di Napoli e al porto di Torre Annunziata, e fu anche presidente della commissione dell'Istituto nazionale di urbanistica per la ricostruzione dei centri storici italiani.
Alla fine del conflitto mondiale si trasferì in Venezuela, dove aprì uno studio a Caracas e uno a Valencia, avviò un'impresa di costruzioni edili e partecipò al dibattito architettonico nazionale. Fu docente di urbanistica all'Università centrale di Caracas e fondatore del Centro studi sull'architettura rurale presso il ministero della Sanità, e dell'istituto di belle arti Octavio Hernández a Maracaibo. Tra gli edifici più significativi del suo periodo venezuelano si ricordano la Casa de Italia (1955-1958) a Caracas e la monumentale torre Victoria (1969) a Valencia.